# Festival du cinéma méditerranéen de Montpellier 2019
Le Festival du cinéma méditerranéen de Montpellier 2019, 41e édition du festival, se déroule du 18 au 26 octobre 2019.

## Déroulement et faits marquants
Le 26 octobre 2019, le palmarès est dévoilé : le jury décerne l'Antigone d'or au film italien Sole de Carlo Sironi et au film serbe Stitches de Miroslav Terzic, le prix de la critique est remis au film algérien Abou Leila d'Amin Sidi-Boumédiène et le prix du public au film français Deux de Filippo Meneghetti.

## Jury

### Longs métrages
- Julie Bertuccelli (présidente du jury), réalisatrice
- Yaël Fogiel, productrice
- Çağla Zencirci, réalisatrice
- Karim Moussaoui, réalisateur
- Shaïn Boumedine, acteur

## Sélection

### En compétition
- Abou Leila d'Amin Sidi-Boumédiène  Algérie
- Deux de Filippo Meneghetti  France
- Red Fields de Keren Yedaya  Israël
- Certified Mail de Hisham Saqr  Égypte
- Sole de Carlo Sironi  Italie  Pologne
- Stitches de Miroslav Terzic  Serbie
- 1982 de Oualid Mouaness  Liban
- Un fils de Mehdi Barsaoui  Tunisie
- Madre de Rodrigo Sorogoyen  Espagne
- Les Épouvantails de Nouri Bouzid  Tunisie  Maroc

### Film d'ouverture
- Adults in the Room de Costa-Gavras  France  Grèce

### Film de clôture
- Seules les bêtes de Dominik Moll  France

### Avant-premières
- Noura rêve de Hinde Boujemaa  Tunisie
- Le Miracle du Saint Inconnu de Alaa Eddine Aljem  Maroc
- Une belle équipe de Mohamed Hamidi  France
- Trio d'Ana Dumitrescu  Roumanie
- Play de Anthony Marciano  France
- Tiempo después de José Luis Cuerda  Espagne
- Le Voyage du prince de Jean-François Laguionie  France
- Gloria Mundi de Robert Guédiguian  France
- L'Agent immobilier de Shira Geffen et Etgar Keret  France  Belgique
- Docteur ? de Tristan Séguéla  France
- Terminal Sud de Rabah Ameur-Zaïmeche  France  Algérie
- Le Traître de Marco Bellocchio  Italie

## Palmarès

### Longs métrages
- Antigone d'or (ex æquo) : Sole de Carlo Sironi et Stitches de Miroslav Terzic
- Prix de la critique : Abou Leila d'Amin Sidi-Boumédiène
- Prix du public : Deux de Filippo Meneghetti